# Катарина (Тексас)
Катарина (енгл. Catarina) насељено је место без административног статуса у америчкој савезној држави Тексас.

## Демографија
По попису из 2010. године број становника је 118, што је 17 (-12,6%) становника мање него 2000. године.
| Група             | 2000.       | 2010.      |
| Белци             | 28 (20,7%)  | 23 (19,5%) |
| Афроамериканци    | 0 (0,0%)    | 0 (0,0%)   |
| Азијати           | 0 (0,0%)    | 1 (0,8%)   |
| Хиспаноамериканци | 107 (79,3%) | 94 (79,7%) |
| Укупно            | 135         | 118        |